# Jerzy Warchałowski (dyplomata)
Jerzy Warchałowski (ur. 20 grudnia 1897, zm. 6 sierpnia 1972 w Teresópolis) – polski prawnik, dyplomata i urzędnik konsularny.

## Życiorys
Syn Kazimierza Warchałowskiego (Casimir Warchalowski) i Janiny Jenicz (Jannine Jenicz) mających majątek Bezlesie k. ówczesnego Jelizawietgradu, w guberni chersońskiej, która podjęła trud emigracji do Brazylii. Absolwent studiów prawniczych w Kurytybie i Rio de Janeiro z tytułem magistra prawa. Walczył w szeregach Armii Polskiej we Francji (1917). Pełnił szereg funkcji w polskiej służbie zagranicznej, m.in. attaché poselstwa w Rio de Janeiro (1920–1922), w Ministerstwie Spraw Zagranicznych (1922–1923), kier. wydz. konsularnego/charge de affaires w poselstwie w Rio de Janeiro (1923–1926) i w poselstwie w Belgradzie (1926–1928), w MSZ (1929), sekr. poselstwa w Helsingfors (1929–1932), w MSZ (1932–1934), konsula generalnego w Królewcu (1936–1939), więziony przez Niemców wbrew zasadom międzynarodowym (1939–1940). 
Mieszkał w willi „Ukrainka” w Konstancinie przy ul. Batorego 16 (1940–1944), następnie przebywał w Rzymie (1944), Portugalii i Hiszpanii (1947), Meksyku (1952) i Rio de Janeiro (1953), gdzie był wiceprezesem firmy sprzedaży terenów Fazendas Albuquerque S.A. w Teresópolis (1957) i zginął w wypadku samochodowym.

## Ordery i odznaczenia
- Krzyż Walecznych
- Złoty Krzyż Zasługi (11 listopada1934)[2]
- Medal Niepodległości (21 kwietnia 1937)[3]
- Medal Pamiątkowy za Wojnę 1918–1921
- Medal Dziesięciolecia Odzyskanej Niepodległości
- Brązowy Medal za Długoletnią Służbę
- Wielki Oficer Orderu Zasługi (Chile)
- Krzyż Komandorski Orderu Świętego Sawy (Jugosławia, 1933)[4]
- Krzyż Oficerski Orderu Świętego Sawy (Jugosławia)
- Krzyż Kawalerski I Klasy Orderu Białej Róży Finlandii (Finlandia, 1933)[4]
- Medal Pamiątkowy Wielkiej Wojny (Francja)
- Medal Zwycięstwa (Médaille Interalliée)